# Hipp hipp
Hipp hipp är en vanlig fras som används som inledning, när någon därigenom uppmanar andra att delta i ett hurrande för någon eller något. En person håller tal, säger sedan "Ett fyrfaldigt leve för [namnet på en person]! ”Hipp, hipp ..." och alla i sällskapet fyller då i med "hurra, hurra, hurra, hurra!".
Uttrycket "Hipp, hipp" kommer från engelskan som då besvaras med tre "hurray!".
Det fyrfaldiga levet som brukas i Sverige kommer sig av bruket av dubbel svensk lösen, som var två plus två salutskott.
I Skåne hurrar man endast tre gånger.